# Maryse Bastié
Marie-Louise Bombec (27 de febrer de 1898 – 6 de juliol de 1952) va ser una aviadora francesa, nascuda a Llemotges. Les seves gestes es van donar a conèixer ràpidament i aviat es va convertir en la primera aviadora francesa a travessar l'Atlàntic i obtingué un gran nombre de reconeixements. Va morir el 6 de juliol de 1952 a Bron. Actualment nombroses escoles, carrers i avingudes porten el seu nom.

## Història
Nascuda a Llemotges, Haute-Vienne, Marie-Louise Bombec, provinent d'una família de classe obrera queda òrfena de pare als onze anys. Després d'una adolescència complicada i a causa de la manca de diners, va començar a treballar en una fàbrica de sabates com a grapadora de cuir per tal d'ajudar la família.
De molt jove es va casar amb el pintor Jean Baptiste Gourinchas, amb qui va tenir un fill, Germain, i de qui es va divorciar al poc de temps. Després que el seu germà gran morís a Verdun, l'1 de juliol de 1916 en plena I Guerra Mundial, Maryse es va dedicar a ajudar els poilus, nom que designava els veterans de la Gran Guerra. Així va ser com va conèixer el pilot Louis Bastié, amb qui es va casar el maig de 1922. Després de la guerra, el matrimoni anava cada diumenge a l'aeròdrom de Bordeux-Mérignac perquè Louis volés, cosa que va despertar la curiositat pel vol a Maryse. Un dia, el monitor Guy Bart li va oferir un passeig aeri, i això la va acabar de convèncer de convertir-se en pilot. Quan es van casar, els Bastié es van traslladar a Talence on Maryse col·laborava amb Roger Ronserail, antic pilot de guerra ara reconvertit en pilot acrobàtic, per repartir fullets des d'un avió. Aquest entrenament la va preparar per al curs de pilotatge que faria amb Guy Bart. Finalment, el 8 de setembre de 1925, va realitzar el seu primer vol en solitari per, el 29 de setembre següent, obtenir la seva llicència de pilot a Mérignac. Per estrenar la seva llicència, el 6 d'octubre d'aquell any, va fer, amb èxit, un vol rasant molt perillós en un Caudron G.3 per sota del pont del transbordador de Bordeus.

## Carrera aèria
El 15 d'octubre de 1926, el seu marit, que feia de monitor de vol a l'escola de Camplan, va patir un accident de vol en què va perdre la vida. Maryse, que tenia al seu càrrec el seu fill, va deixar Bordeus per anar a París on, gràcies a la reputació que havia començat a guanyar-se, va aconseguir feina com a monitora de vol en l'escola Pilain. L'any 1927, finalment, va poder comprar el seu propi avió, un Caudron C.109, però, el mes de maig de l'any següent, l'escola on treballava va haver de tancar les portes.
A partir de 1928 Maryse va començar a volar amb Maurice Drouhin, amb qui, el 16 de juny, es va classificar en desena posició al ral·li internacional de Reims i el 13 de juliol van aconseguir el rècord internacional de vol en línia recta, en cobrir els 1.058 km que separen París de Treptow, Pomerània. La seva aspiració era convertir-se en pilot de línia i treballar en una companyia aèria, ja que tenia el títol de transport públic des de l'11 d'octubre de 1928. Tot i que res li prohibia complir el seu desig, va trobar molts problemes per portar-lo a terme, començant pel fet de ser dona, ja que hi havia una gran reticència que les dones pilotessin. Maryse aleshores es va dedicar a donar classes de pilotatge i bateigs aeris.
El 20 d'abril de 1929 Bastié va batre el rècord de França de resistència en vol, reduint la marca en 10 hores i 30 minuts menys que l'anterior. Entre el 28 i el 29 de juliol d'aquell mateix any es feia també amb el rècord internacional de resistència amb un vol de 26 hores i 48 minuts de durada, que més tard aconseguiria Léna Bernstein amb 35 hores i 44 minuts de vol. El 2 de setembre de 1930 Maryse va tornar a intentar superar el rècord de resistència sortint de Le Bourget a bord d'un Klemm, batejat com a Trottinette, cosa que va aconseguir amb un vol de 37 hores i 55 minuts.

## La fama
El 28 de juny de 1931 aconsellada per Dieudonné Costes, es va enlairar de Le Bourget, en el seu petit Caudron cap al nord de França amb destinació a les estepes russes. Navegava amb brúixola passant sobre Moscou l'endemà i aterrà a Nijni Nóvgorod després de recórrer 3.210 km en 30 hores i 30 minuts, xifra que representava el vol directe sense escales més llarg fet mai per una dona i el rècord absolut per a avions lleugers. Poc després de la seva tornada, el 21 de juliol, va rebre el prestigiós Trofeu Harmon per la seva trajectòria aèria.
Després d'això Maryse va treballar durant dos anys presentant als aeroclubs avions de turisme del constructor Potez Aéro-Service, cosa que li va donar una certa estabilitat econòmica, però també un ritme trepidant de viatges que la va portar a emmalaltir. Tan sols entre el 17 de març i el 22 d'octubre de 1934, el carnet de vol de Maryse va registrar 72 ciutats franceses. El 1934 va fer una expedició d'anada i tornada a Tòquio, i fou la primera dona a cobrir el trajecte volant en solitari.
El 6 de juny de 1935 Bastié va perdre al seu fill Germain pel tifus i el 25 de juliol següent, Potez va despatxar l'afligida Maryse. Tot i aquests dos cops consecutius, l'any 1935, amb el seu amic Guy Bart, va fundar a l'aeroport d'Orly l'escola de pilotatge Maryse Bastié Aviation. Aquell mateix any, una pilot australiana, Jean Batten, va fer la travessa de l'Atlàntic Sud, des de Dakar fins a Natal en 13 hores i 15 minuts, fet que va impulsar Maryse a intentar superar aquest rècord. Bastié creia que l'únic avió capaç de fer-ho era el Caudron Simoun, però estava molt per sobre del seu pressupost, així que va decidir demanar-ho al general Victor Denain, ministre de l'Aire. Sorprenentment la seva sol·licitud va ser acceptada i després d'alguns entrebancs burocràtics li va ser lliurat l'avió.
Per a la planificació d'aquesta travessia va comptar amb l'ajuda de Jean Mermoz, que l'havia feta l'any 1930. El 12 de novembre de 1936 va sortir de l'aeroport d'Orly amb rumb a Dakar, on va arribar en diferents etapes amb la intenció de superar els 3.161 km que la separaven de la ciutat brasilera de Natal. En un principi, la sortida estava planejada per al 7 de desembre d'aquell any, però aquell dia Mermoz, juntament amb la seva tripulació, va desaparèixer a l'Atlàntic Sud, i Bastié hi quedà molt afectada. No va ser fins al 30 de desembre que, després de rebre un informe meteorològic favorable, va enlairar-se rumb a Brasil, on va arribar aquell mateix dia en tan sols 12 hores i 5 minuts, superant l'anterior rècord que tenia Jean Batten, en més d'una hora i a una velocitat mitjana de 264 km/h. Després d'aconseguir aquesta fita va batejar l'avió com Jean Mermoz. El 1937, va publicar la seva història sota el títol Ailes ouvertes: carnet d'une aviatrice. Entre els anys 1938 i 1939, treballant com a inspectora de Caudron-Renault, Maryse va recórrer Àfrica i va travessar el Sàhara.

## Segona Guerra mundial
L'esclat de la Segona Guerra Mundial va trobar Bastié preparant un raid de propaganda que finalment va ser anul·lat. A partir de 1940, Maryse es va dedicar al servei de la Unió de Dones de França, una de les associacions de la Creu Roja, i el 18 de juny d'aquell any va ser la primera a entrar al Frontstalag III, un camp de presoners instal·lat a Drancy, on portava assistència per als presoners organitzant la distribució d'aliments i posant en marxa les xarxes d'evasió. A mesura que França col·laborava, Maryse va començar a treballar com a espia, ja que, en no despertar sospites de l'exèrcit alemany, podia circular per zones prohibides i així buscar informació sobre la situació dels aeròdroms alemanys i els depòsits de bombes, que transmetia als aliats. Abans d'unir-se a la resistència francesa també va fer algunes missions delicades per als britànics, fins que, finalment, el 21 de març de 1944 va ser arrestada i portada a la presó de Fresnes per la Gestapo, tot i que posteriorment seria alliberada per falta de proves; passà a integrar-se a la xarxa Darius per continuar la lluita fins al final del conflicte.
Després d'això Maryse Bastié es va allistar a la Força Aèria francesa, com a tinenta. El 2 d'abril de 1946 va ser desmobilitzada després d'haver registrat més de 3.000 hores en el seu carnet de vol; va ser nomenada Comandanta de l'orde nacional de la Legió d'Honor a títol militar per decret del 14 d'abril de 1947, i el 25 de maig d'aquell mateix any va ser nomenada capitana de l'exèrcit de l'aire; s'allistà per deu anys més per tal de dirigir les Formacions Femenines de l'Aire.
El 6 de juliol de 1952, després d'una conferència a Lió, Maryse Bastié va morir anant de passatgera en un prototip Noratlas 2500, que es va estavellar durant l'enlairament. Està enterrada a París en el cementiri de Montparnasse.

## Rècords
- 1928, rècord femení de distància de vol (1.058 km)
- 1929, rècord internacional femení de durada de vol (26 h, 44 min)
- El 1930, bat el rècord internacional femení de temps de vol amb 37 hores i 55 minuts
- El 1931, trenca el rècord de distància internacional femení amb 2.976 quilòmetres
- El 1936, trenca el rècord de velocitat en creuar l'Atlàntic Sud en 12 hores i 5 minuts

## Honors pòstums
El Lycée Professionnel régional Maryse Bastié, a Hayange-Marspich, el Lycée Maryse Bastié a Llemotges, i el Col·legi Maryse Bastié a Reims s'anomenen en la seva memòria, així com la prestadora de serveis d'immobiliària i fabricant d'avions Bombardier Inc., i diversos carrers en el seu honor com a Saint-Laurent, Quebec, igual que a les ciutats franceses d'Anglet, Bron, Haguenau i Lió.
També existeix un monument a l'aviadora, a l'oest de París, en un petit parc de l'avinguda de Garigliano M. Valin, no lluny del Sena.
L'any 1955, el govern de França va honrar Maryse Bastié amb la seva imatge en el correu aeri com a segell.